# Museo della Valle di Blenio

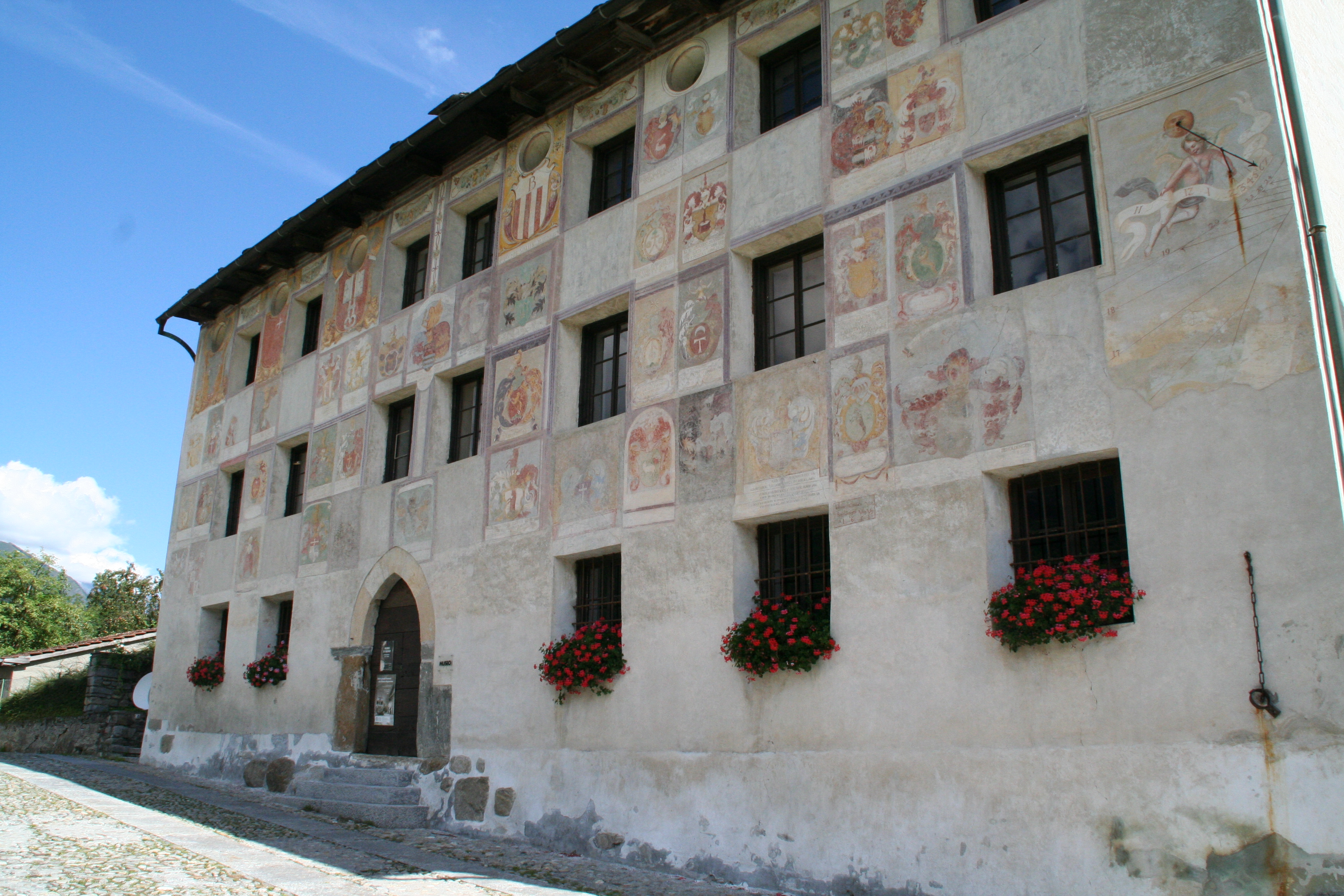
Casa dei Landfogti

Das Museo della Valle di Blenio («Museum des Bleniotals») steht in Lottigna in der Valle di Blenio im schweizerischen Kanton Tessin. Es fördert den Schutz und die Aufwertung des Kulturgutes des Tales unter Mitarbeit des Kantons, des Vereins Associazione del Museo di Blenio und des Centro di dialettologia e di etnografia CDE. Untergebracht ist es in der «Casa dei Landfogti», dem Haus der Landvögte, das auch als «Palazzo del Pretorio» bekannt ist. 1979 wurde es eröffnet.

## Geschichte
1457 kauften sich die Einwohner des Bleniotals von der Herrschaft der Familie der Bentivoglio aus Bologna frei, stellten sich unter den Schutz der Urner und leisteten ihnen 1495 einen Treueeid. Von 1503 bis 1798 war das Tal «Gemeine Herrschaft» von Uri, Schwyz und Nidwalden. 1550 wurde die «Casa dei Landfogti» Sitz der Verwaltung der «ennetbirgischen Vögte». Sie wechselten sich im Zweijahresrhythmus ab und regierten zusammen mit drei Geschworenen des Tales. Das Amt des Landvogts war in 12 Kantonen zu unterschiedlichen Preisen käuflich. Die Amtsinhaber, die auch Recht sprachen, waren in der Regel der italienischen Sprache nicht mächtig und neigten dazu, sich in der kurzen Zeit von zwei Jahren möglichst viele Einnahmen zu verschaffen, um zumindest die Investition des Amtskaufs zurückzuerhalten. Eine hohe Steuer- und Abgabenlast, Rechtsunsicherheit, Korruption und sogar Folter und Todesurteile zur Einsparung von Gefängniskosten waren an der Tagesordnung, wie, kurz vor dem Ende des Ancien Régime, z. B. Karl Viktor von Bonstetten bei einem Aufenthalt im Bleniotal feststellen musste. Dies änderte sich erst, als das Bleniotal 1803 zu einem Bezirk des neu gegründeten Kantons Tessin wurde. In Erinnerung an diese Vergangenheit hängt noch heute eine Kette mit einem Halseisen an der Aussenwand des Museums (siehe Bild oben).
Das dreistöckige Gebäude mit Gneisdach wurde zu Beginn des 16. Jahrhunderts von Oberst Gian Domenico Cima aus Aquila erbaut. Die Jahreszahl 1461 an einem Tor weist auf einen Vorgängerbau hin. Die Familie Cima schenkte der Landvogtei Blenio das Haus um 1550. Bis 1891 wurde es als Gerichtsgebäude genutzt. Von 1968 bis 1972 wurde das Gebäude vollständig restauriert.
Die Fassade ist vollständig mit den Wappen des Bleniotales, der drei Urkantone und der Vögte bedeckt, die rund 300 Jahre lang im Tal regierten. Die zahlreichen Wappen im Innern aus dem 17. Jahrhundert stammen von lokalen Patriziern, die im Dienst der Vögte standen.

## Museum

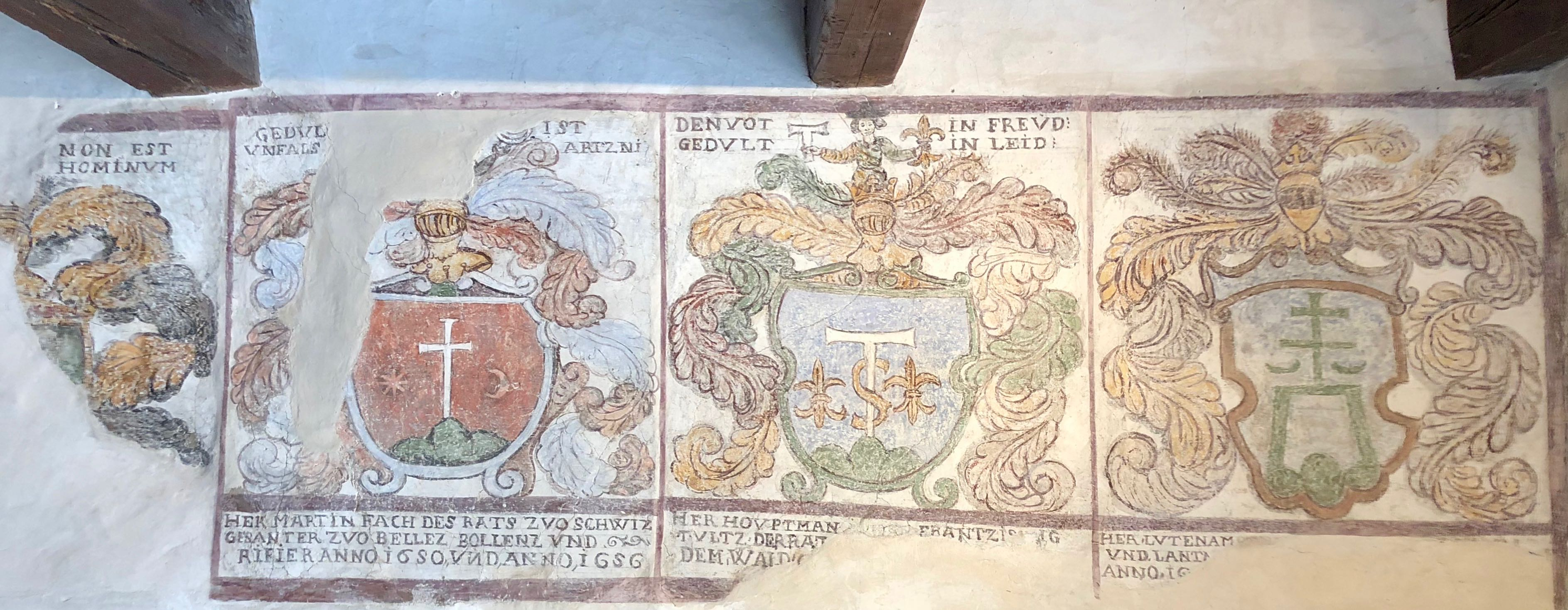
Wappen im Eingangsbereich

Das Erdgeschoss ist der Landwirtschaft und dem Handwerk gewidmet. In einem Saal stehen Möbel aus dem oberen Bleniotal, andere Räume zeigen die Werkstätte eines Schreiners, eines Schmieds und eine Mühle. Im ersten Obergeschoss wird eine vollständig ausgestattete alte Küche gezeigt sowie Textilverarbeitung, Trachten und Kleidung aus der Talschaft. Die religiöse Kunst ist in einem separaten Raum ausgestellt. Bemerkenswert sind hier die 1499 von Leonardo Pachelbel in Mailand gedruckten Inkunabeln aus der Kirche San Remigio in Corzoneso und eine geschnitzte Apostelgruppe aus der Val Malvaglia aus dem Beginn des 16. Jahrhunderts. Weiter thematisiert wird die Auswanderung zahlreicher Tessiner als Chocolatiers, Marronibrater, Restaurateure oder Kaffeehausbetreiber. Zudem werden Werke des Bildhauers Giovanni Genucchi (1904–1979) gezeigt.
Im zweiten Obergeschoss finden Wechselausstellungen statt. Ein Raum im Türmchen auf der Rückseite ist dem Anarchisten und Botaniker Mosè Bertoni gewidmet, der 1884 nach Paraguay auswanderte. Im Turm Mosé Bertoni ist ihm ein Raum gewidmet, der mit zahlreichen Exponaten und Fotografien einen Einblick in Bertonis Schaffen gibt.

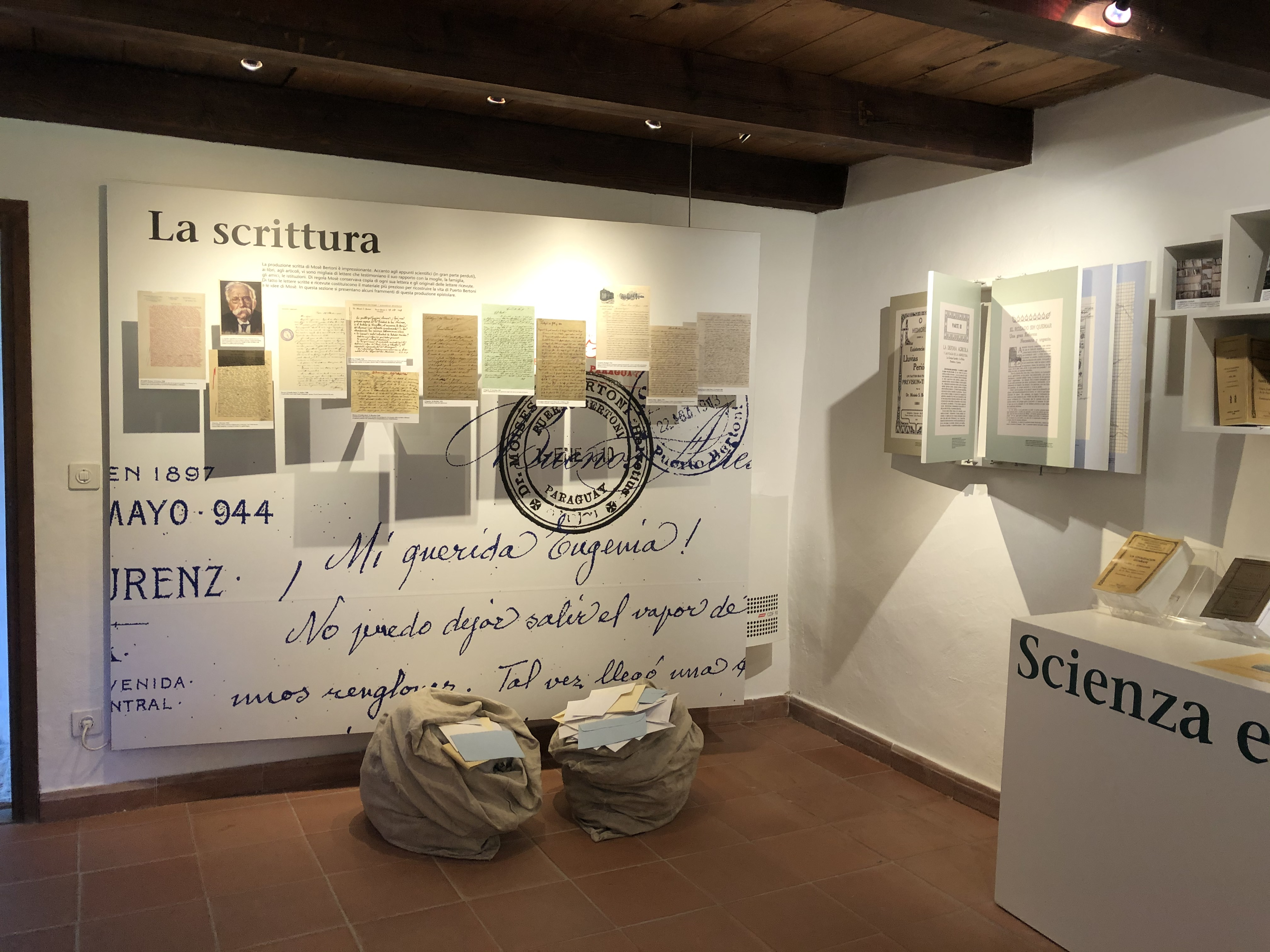
Bertoni-Ausstellung im…
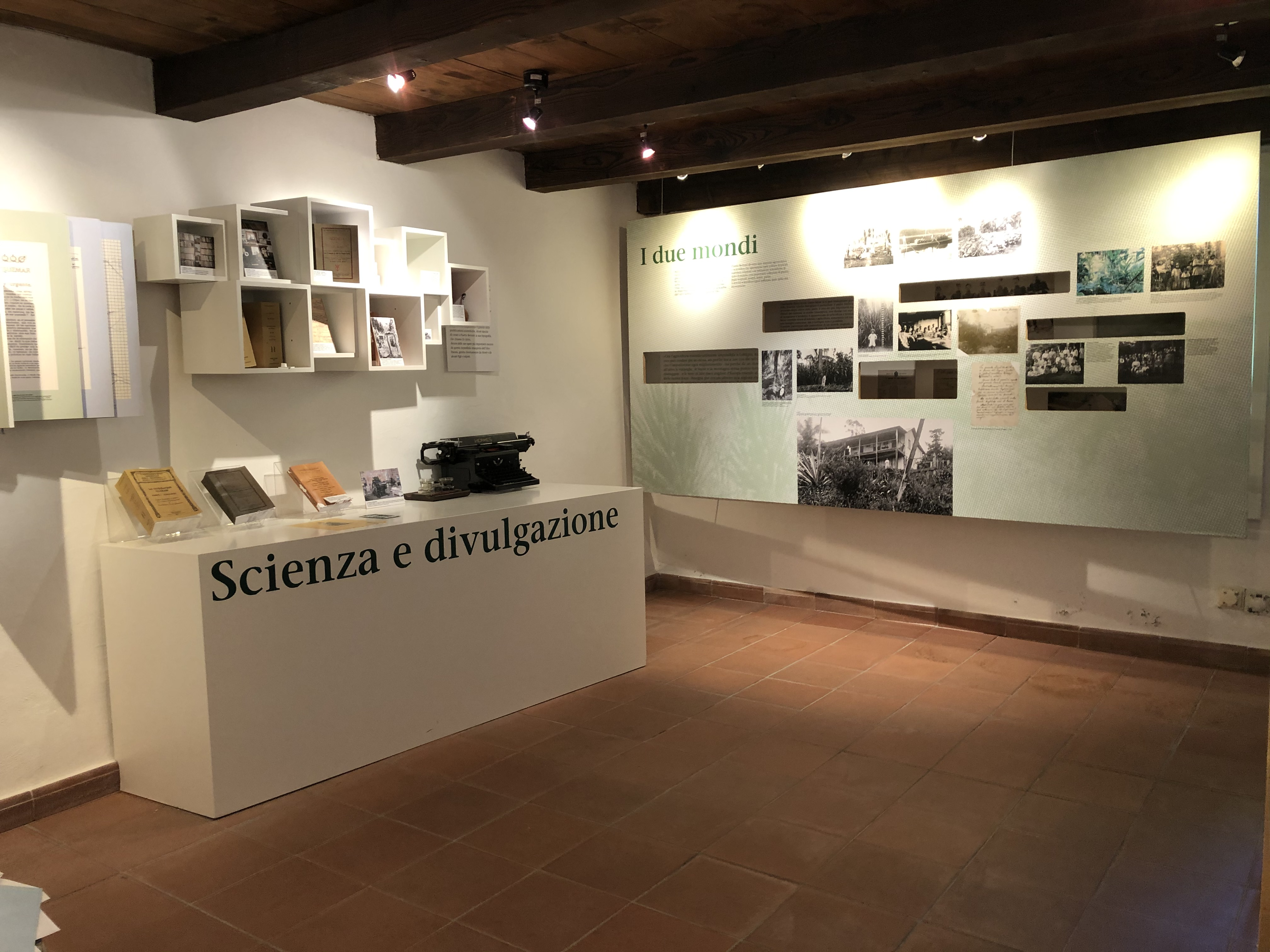
…Museum in Lottigna

Ebenfalls interessant sind zwei ehemalige Gefängniszellen.
In einem kleinen Hof auf der Rückseite steht das Arsenaletto, ein kleines Zeughaus, das früher als Waffen- und Munitionsdepot und als Archiv genutzt wurde. Heute werden hier Rebbau, Weinproduktion und Bienenhaltung thematisiert. Die italienischen Informationstexte sind überall auf Deutsch, Französisch und Englisch übersetzt.

## Bilder

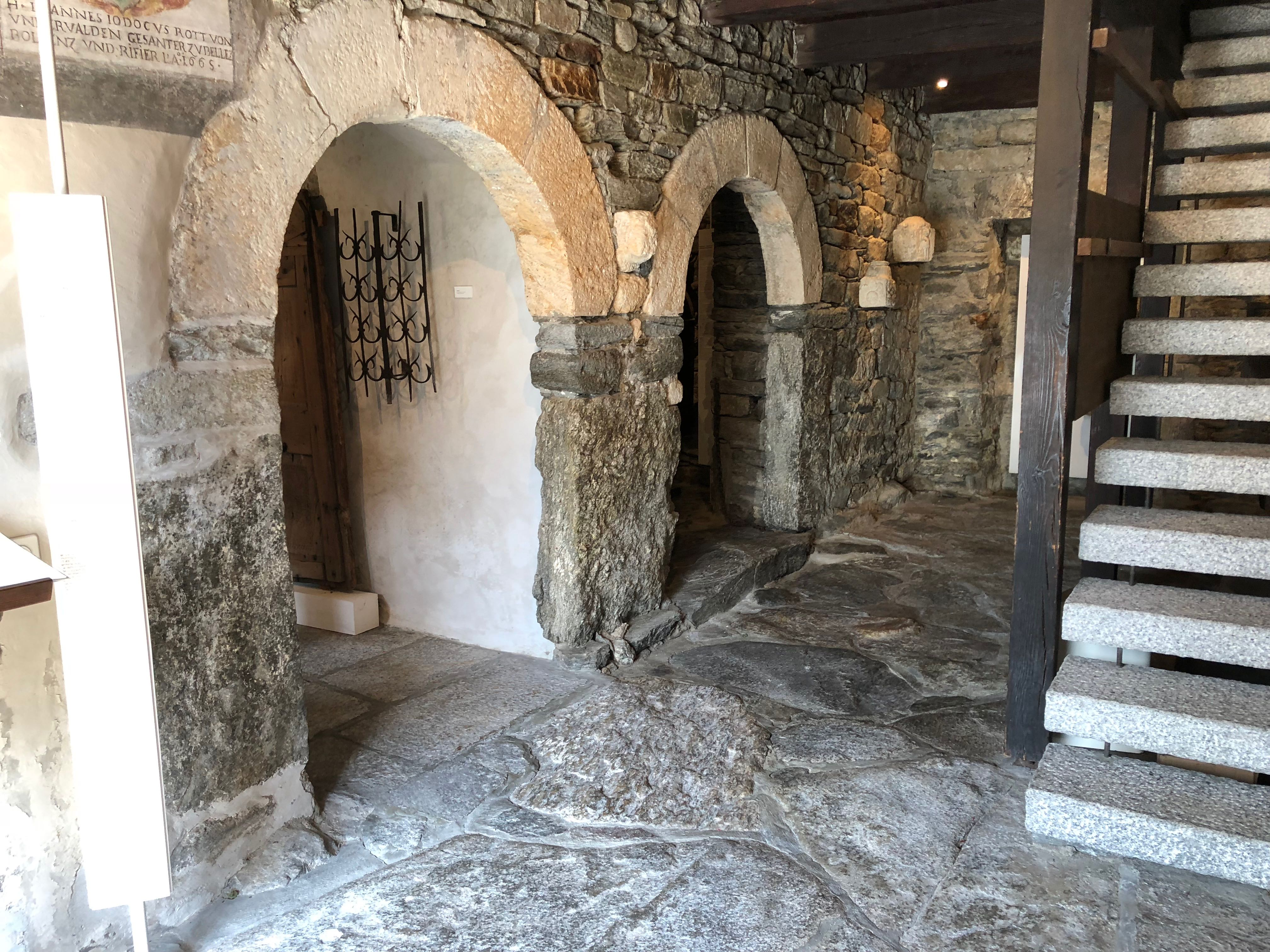
Erdgeschoss
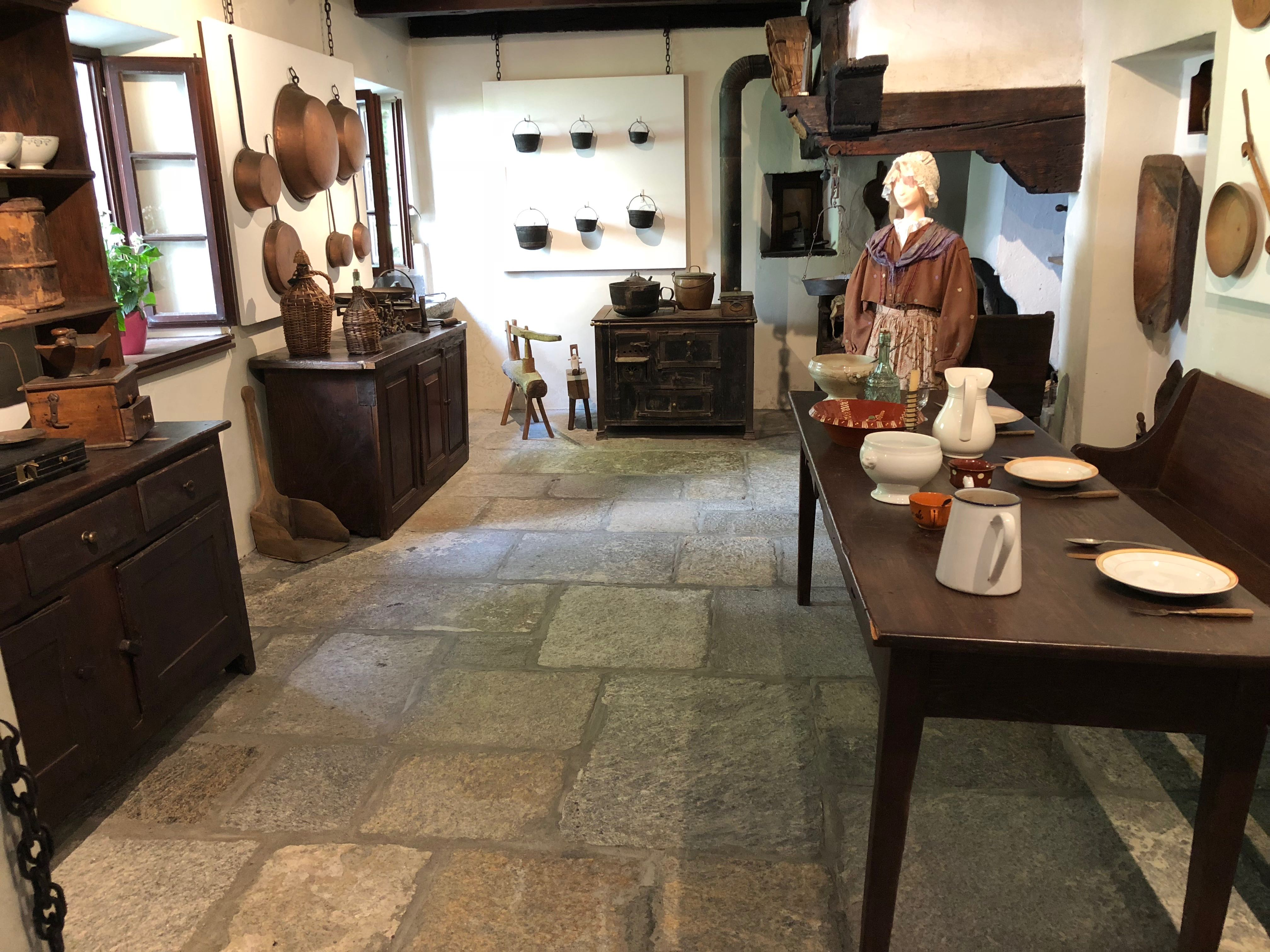
Küche
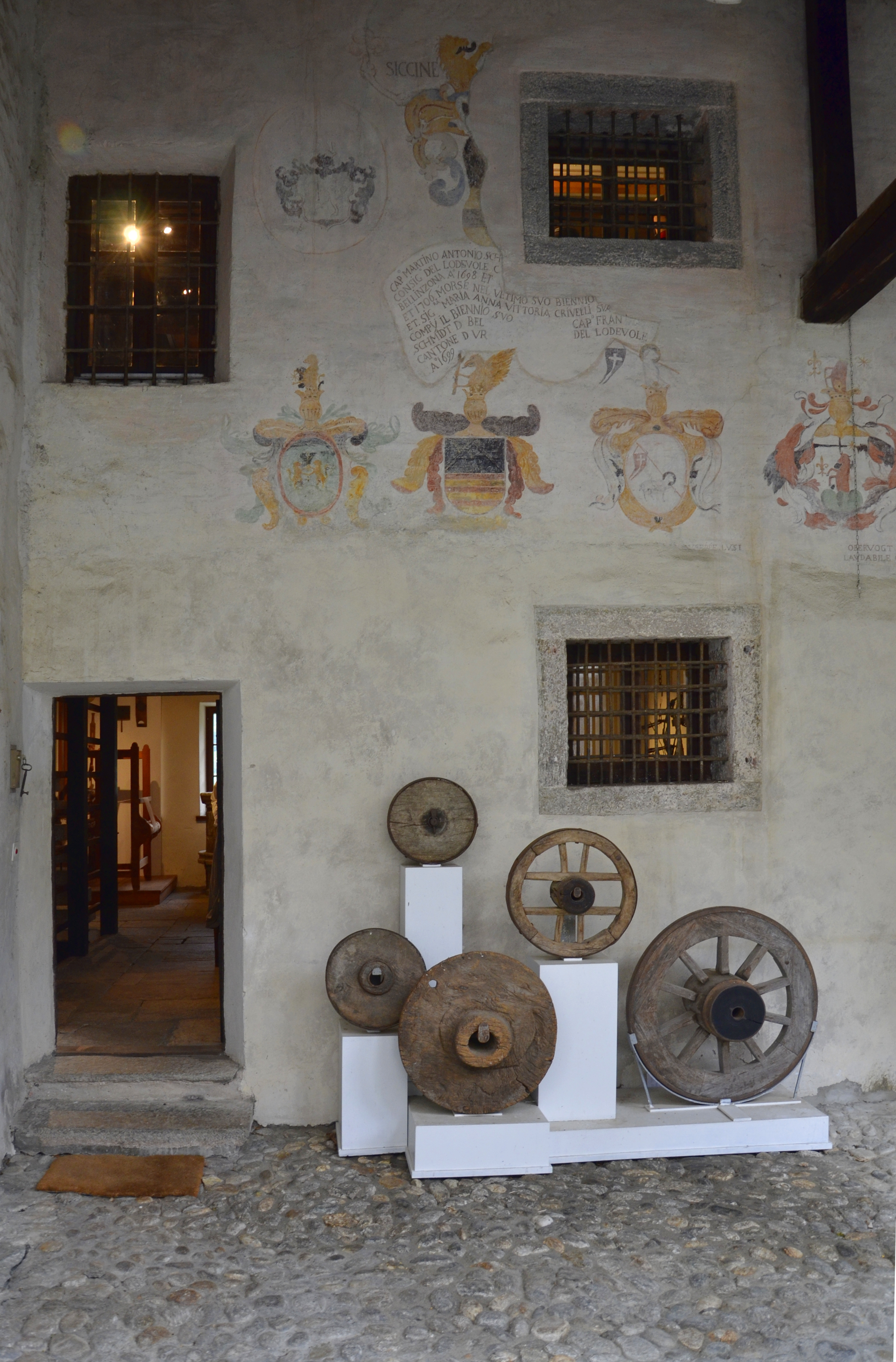
Räder, Wappen
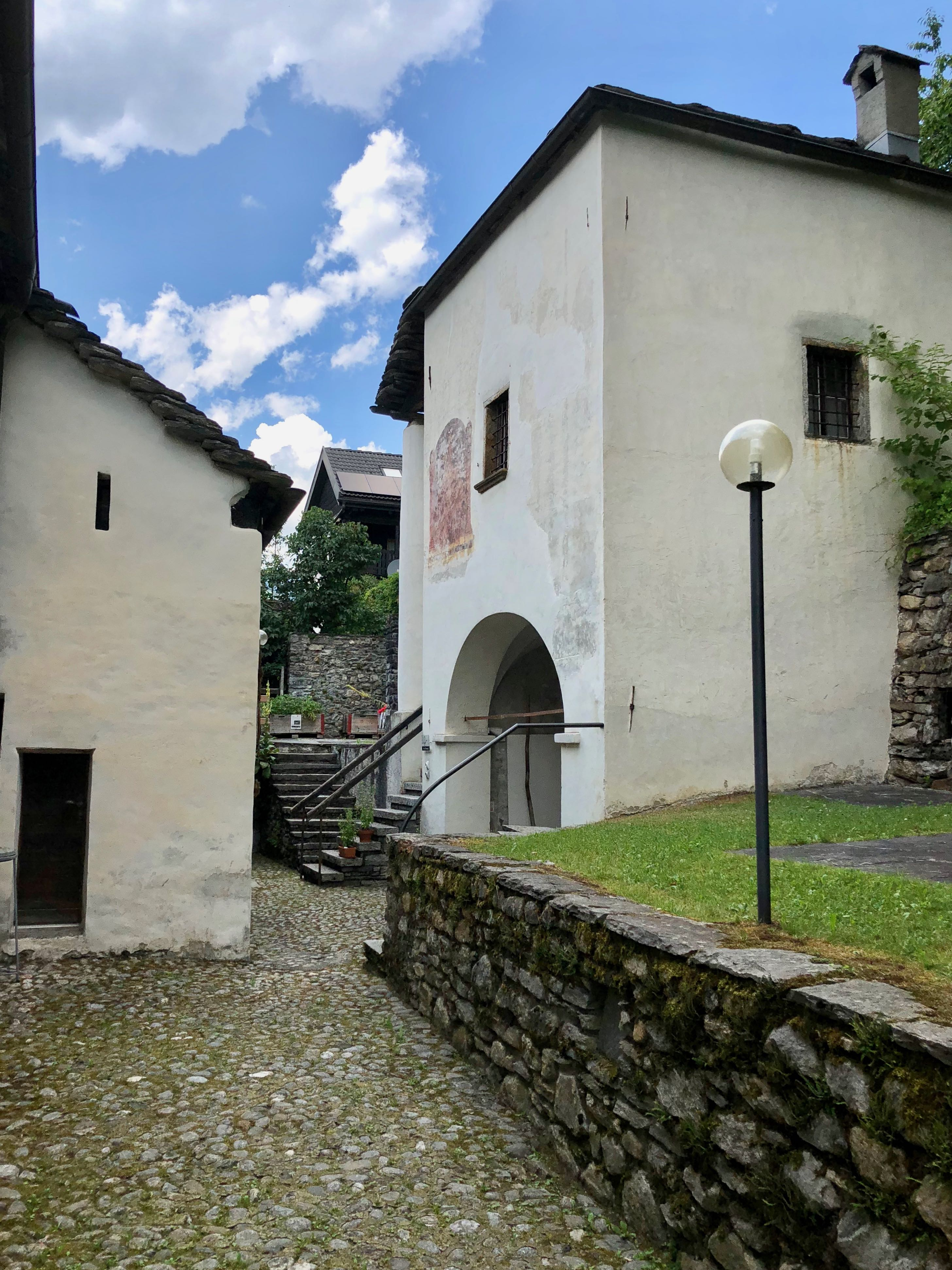
Türmchen auf der Rückseite
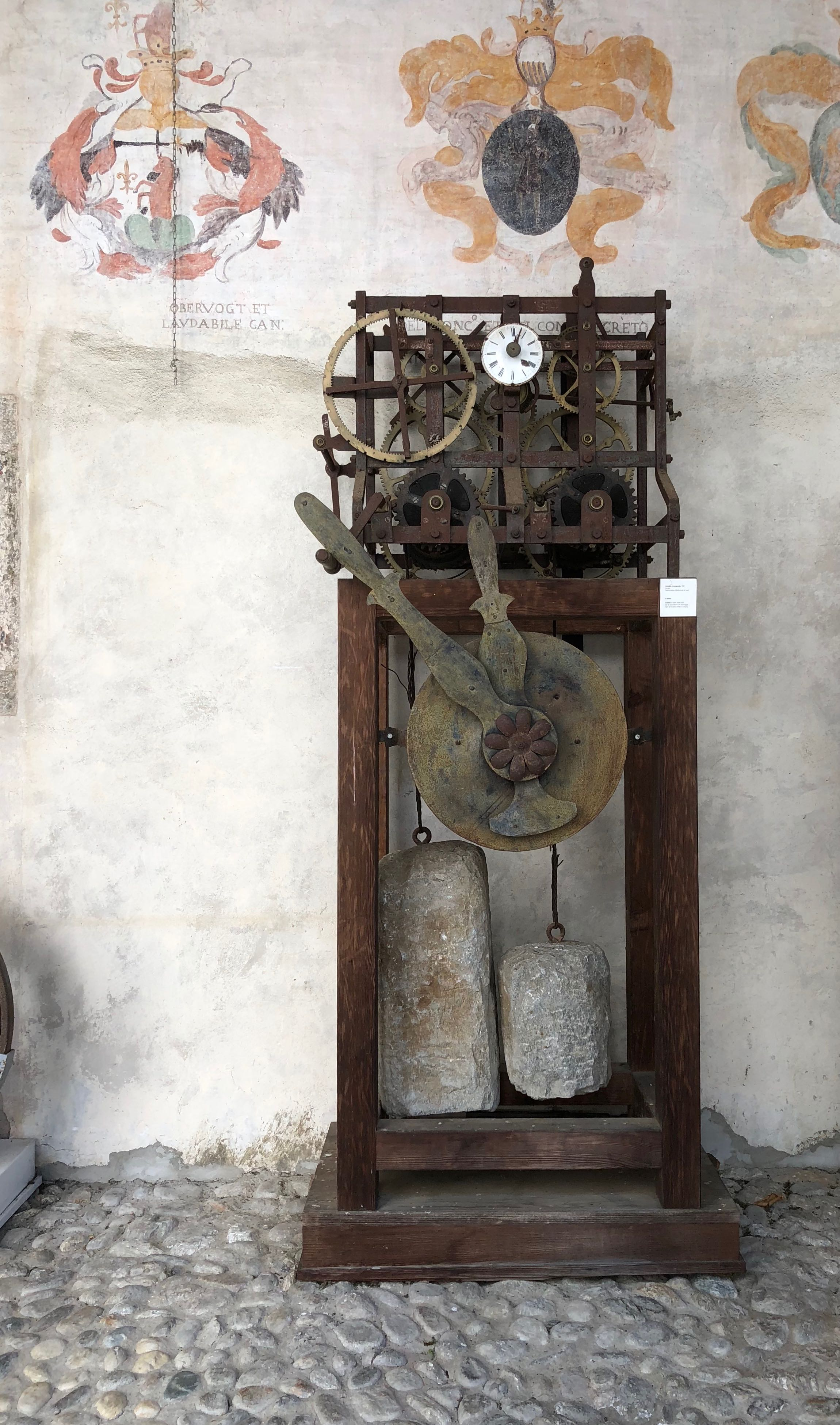
Uhrwerk aus der Kirche von Dongio, 1882